# Saint-Bonnet-de-Bellac
Saint-Bonnet-de-Bellac é uma comuna francesa na região administrativa da Nova Aquitânia, no departamento de Alto Vienne. Estende-se por uma área de 34,51 km². Em 2010 a comuna tinha 479 habitantes (densidade: 13,9 hab./km²).